# Pernins
Els pernins (Perninae) són una subfamília d'ocells rapinyaires de la familia dels accipítrids (Accipitridae), que inclouen una sèrie d'espècies d'ales amples de mida mitjana. Es tracta d'ocells de climes més càlids, tot i que les espècies del gènere Pernis (aligot vesper europeu i aligot vesper oriental) tenen una distribució més extensa.
Algunes de les espècies d'aquest grup mengen principalment insectes, i els aligots vespers s'han especialitzat en l'alimentació de larves de vespes. Diversos ocells d'aquest grup també prenen rèptils.
Diverses autoritats consideren que la sub-família dels gipetins (Gypaetinae) es troba dins o fins i tot és sinònima de la dels pernins.

## Taxonomia
Segons la classificació del Congrés Ornitològic Internacional (versió 12.2, 2022), els 9 gèneres que composarien aquesta subfamília contindrien 19 espècies:
- Subfamília Perninae
  - Gènere Eutriorchis
    - Serpentari de Madagascar, Eutriorchis astur.

  - Gènere Aviceda
    - Baza africà, Aviceda cuculoides
    - Baza de Madagascar, Aviceda madagascariensis
    - Baza de Jerdon, Aviceda jerdoni
    - Baza australià, Aviceda subcristata
    - Baza negre, Aviceda leuphotes

  - Gènere Hamirostra
    - Milà pitnegre, Hamirostra melanosternon.

  - Gènere Lophoictinia
    - Milà cuaquadrat, Lophoictinia isura.

  - Gènere Henicopernis
    - Aligot vesper cuallarg, Henicopernis longicauda
    - Aligot vesper fosc, Henicopernis infuscatus

  - Gènere Pernis
    - aligot vesper europeu, Pernis apivorus
    - aligot vesper oriental, Pernis ptilorhynchus
    - aligot vesper de Sulawesi, Pernis celebensis
    - aligot vesper de les Filipines, Pernis steerei

  - Gènere Elanoides
    - Milà cuaforcat, Elanoides forficatus

  - Gènere Leptodon
    - Milà capgrís, Leptodon cayanensis
    - Milà blanc, Leptodon forbesi

  - Gènere Chondrohierax
    - Milà becganxut, Chondrohierax uncinatus
    - Milà de Cuba, Chondrohierax wilsonii